# (100797) 1998 FP78
(100797) 1998 FP78 es un asteroide perteneciente al cinturón exterior de asteroides descubierto el 24 de marzo de 1998 por el equipo del Lincoln Near-Earth Asteroid Research desde el Laboratorio Lincoln, Socorro, Nuevo México, Estados Unidos.

## Designación y nombre
Designado provisionalmente como 1998 FP78.

## Características orbitales
1998 FP78 está situado a una distancia media del Sol de 3,200 ua, pudiendo alejarse hasta 3,523 ua y acercarse hasta 2,878 ua. Su excentricidad es 0,100 y la inclinación orbital 13,89 grados. Emplea 2091,72 días en completar una órbita alrededor del Sol.

## Características físicas
La magnitud absoluta de 1998 FP78 es 14,4. Tiene 6,283 km de diámetro y su albedo se estima en 0,04. 